# У неділю рано…
«У неділю рано…» — опера на 4 дії українського композитора Віталія Кирейка, що була написана у 1965 році (лібрето — Микола Зоценко) за однойменною повістю Ольги Кобилянської.
Опера розкриває драматичні сторінки життя карпатських гуцулів на початку минулого століття, їхні сильні й щирі почуття, що зіткаються з суворими звичаями та традиціями буденного життя. Романтична образність, фатальне сплетення людських доль, жагучі пристрасті — все, що присутнє у повісті О.Кобилянської,- композитору вдалося втілити у опері, підсилюючи емоційний накал музикою.

Сцена з постановки опери в Оперній студії НМАУ ім. П. І. Чайковського, 2014 р. Зустріч Гриця і Туркині. Туркиня — Ольга Бурда, Гриць — Денис Жданов, реж. Лада Шиленко

Автора захопили сильні характери, неординарні почуття, різкі злами сюжетних колізій. Яскраво змальовуючи характери своїх героїв, В. Кирейко надає їм лірико-психологічного забарвлення, розкриваючи внутрішній світ та пояснюючи поведінку, настрій і почуття персонажів. Весь трагізм ситуації яскраво відтворено в музиці: композитор знаходить власні лексичні засоби виразності та оркестрової палітри.
У музичній мові композитор спирається на народний фольклор і вводить в оперу жанрово — побутові масові сцени, що чергуються з контрастними камерними.
Першоджерело опери — трагічна повість Ольги Кобилянської «У неділю рано зілля копала», написана за мотивами української народної пісні-балади «Ой не ходи, Грицю», сюжетно збагаченої письменницею. Романтична образність, ідейна спрямованість, фатальне сплетення людських доль, жагучі пристрасті повісті О. Кобилянської споріднені з попередніми сюжетами, обраними В. Кирейком для опери «Лісова пісня» та балету «Тіні забутих предків». Ця тематика і сфера образів стали надзвичайно близькими для композитора.
Доктор мистецтвознавства Марія Загайкевич, аналізуючи оперу, зауважила, що «поетичне відтворення духовного життя людини, схильність до тонкого, ліричного, музичного звукопису, наповнення образів м'якою чуттєвістю і соковитим колоритом, корениться в глибинних надрах пісенних багатств українського народу».
Дослідниця творчості Віталія Кирейка, мистецтвознавиця та піаністка Ірина Шестеренко у своїй книзі, присвяченій мистецькому доробку композитора говорить про те, що: «В. Кирейко зумів проникнути в ідейну суть твору О.Кобилянської, втілити в музиці психологічну глибину його образів, жанрово-фольклорний колорит, романтичний тон оповіді».

## Літературна історія та інтерпретація сюжету

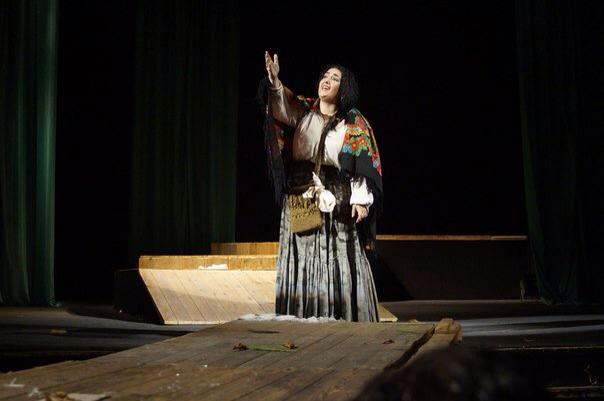
Постановка опери у НМАУ ім П. І. Чайковського, 2014 рік. Арія Маври (Мавра— Ольга Дорощук) реж. Лада Шиленко

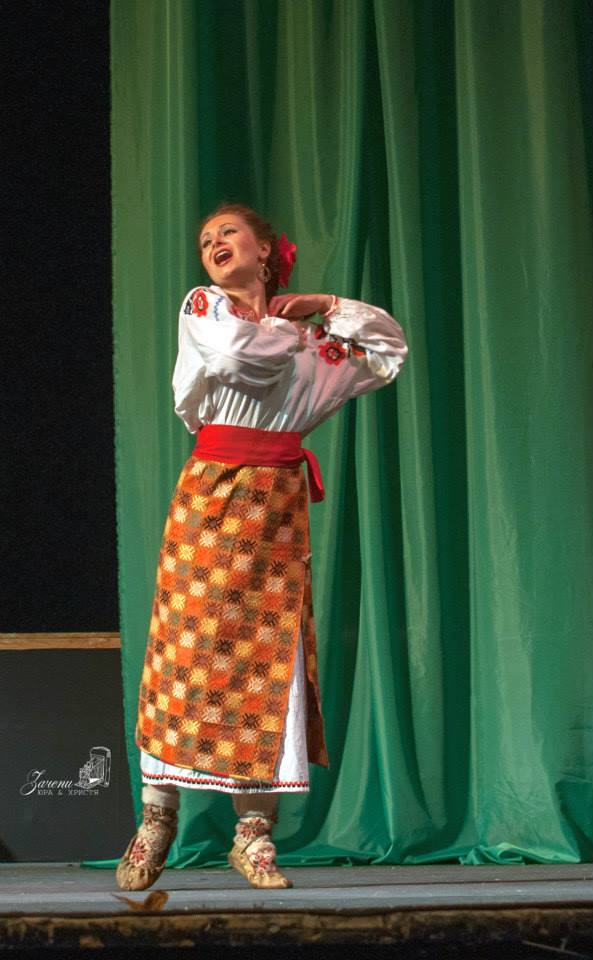
Постановка опери у НМАУ ім П. І. Чайковського, 2014 рік. Сцена Тетяни з опери В.Кирейка, Тетяна — Ольга Бурда. реж. Лада Шиленко. Фото — Христина та Юра Зачепи

Літературна інтерпретація сюжету опери «У неділю рано…» має дуже довгу історію, витоки якої йдуть з мотивів української пісні-балади «Ой не ходи, Грицю, та й на вечорниці».
Це — українська народна пісня кінця XVIII століття, авторство якої приписують напівлегендарній особистості, поетесі та співачці Марусі Чурай (також можливі імена Маруся Чураївна, Маруся Шурай, Марина Шурай). Існують декілька мелодій на цей текст.  У сюжеті пісні-балади йдеться про застереження до хлопця не любити двох дівчат:
Ой не ходи, Грицю, та й на вечорниці,
Бо на вечорницях дівки — чарівниці.
Котра дівчина чари добре знала,
Вона ж того Гриця та й причарувала.
Інша дівчина чорнобровая,
Та чарівниченька справедливая...
Саме цей сюжет має багато художніх втілень та осмислень, він неодноразово використовувався українськими поетами, прозаїками та драматургами в їх творчості. 
Його також використано в низці творів світової музики, в тому числі французьким композитором Ференцом Лістом. Він ліг в основу близько десяти повістей, романів, кількох драм і поем. 
Одними з найвідоміших є повість Ольги Кобилянської «В неділю рано зілля копала» (1909 р.) та історичний роман у віршах «Маруся Чурай» Ліни Костенко (1979 р.). Сюжет пісні ліг в основу і балади Левка Боровиковського «Чарівниця», небилиці Степана Руданського «Розмай», однойменних п'єс Володимира Александрова(1873 р.) і Михайла Старицького  «Ой, не ходи, Грицю, та й на вечорниці» (1892 р.), драми Григорія Бораковського «Маруся Чурай — українська піснетворка» (1887 р.), драматичної поеми Володимира Самійленка «Маруся Чураївна»(1896), драми «Чари» Кирила Тополі, «Марина Шурай» Івана Хоменка.

У ХХ столітті за мотивами пісень Чураївни та про неї писали свої твори, крім Ольги Кобилянської і Ліни Костенко, Маруся Вольвачівна (п'єса «Охайнулась, та пізно»),Степан Васильченко, Іван Сенченко та Іван Микитенко (історична п'єса «Маруся Шурай», 1934 р.), «Дівчина з Легенди» Л. Забашти.

## Жанрово-драматургічні особливості опери
Переробка літературного джерела на оперне лібрето завжди передбачає втрату одних сюжетних та конфліктних мотивів і розробку інших в силу законів оперної драматургії. Щось відтинається, а щось виникає, підкреслюється, розвивається. Крім того, індивідуальність авторів переробки, їх уподобання та нахили позначаються неминуче і на стилістиці, і на жанровому різновиді опери.
За задумом Віталія Кирейка, було вирішено дещо скоротити текст повісті О.Кобилянської (цього вимагали закони сценічної драматургії), але при тому залишити головний сюжетний розвиток, жанрові картини карпатського побуту, а також характеристики всіх дійових осіб, змальованих у повісті. Композитор зберігає обидві сюжетні лінії, розкриті О. Кобилянською: з одного боку, трагічна доля циганки Маври, приреченої чоловіком на смерть за зраду, але викраденої її батьком Андронаті, а з другого, — кохання Гриця (сина Маври, якого виховали багаті бездітні гуцули) до двох дівчат — Настки й Тетяни — і його покарання на смерть за зраду. «Конфлікт в опері сягає більш глибоких проблем буття. Показуючи безмежний світ відчуттів людини, автор концентрує дію на внутрішніх проблемах героїв».

В опері чотири дії. Дві картини першої дії розкривають першу сюжетну лінію, пов'язану з долями Маври, її батька Андронаті та циганського ватажка Раду, що засуджує зрадливу дружину, а також з життям і звичаями циганського табору. У центрі уваги наступних трьох дій — доля Гриця, сина Маври, якого вона втратила двадцять років тому, нічого не знаючи про нього. Гриць одночасно кохає дві дівчини: добру, лагідну Настку та красиву й горду Тетяну-Туркиню, яку виростила Мавра.

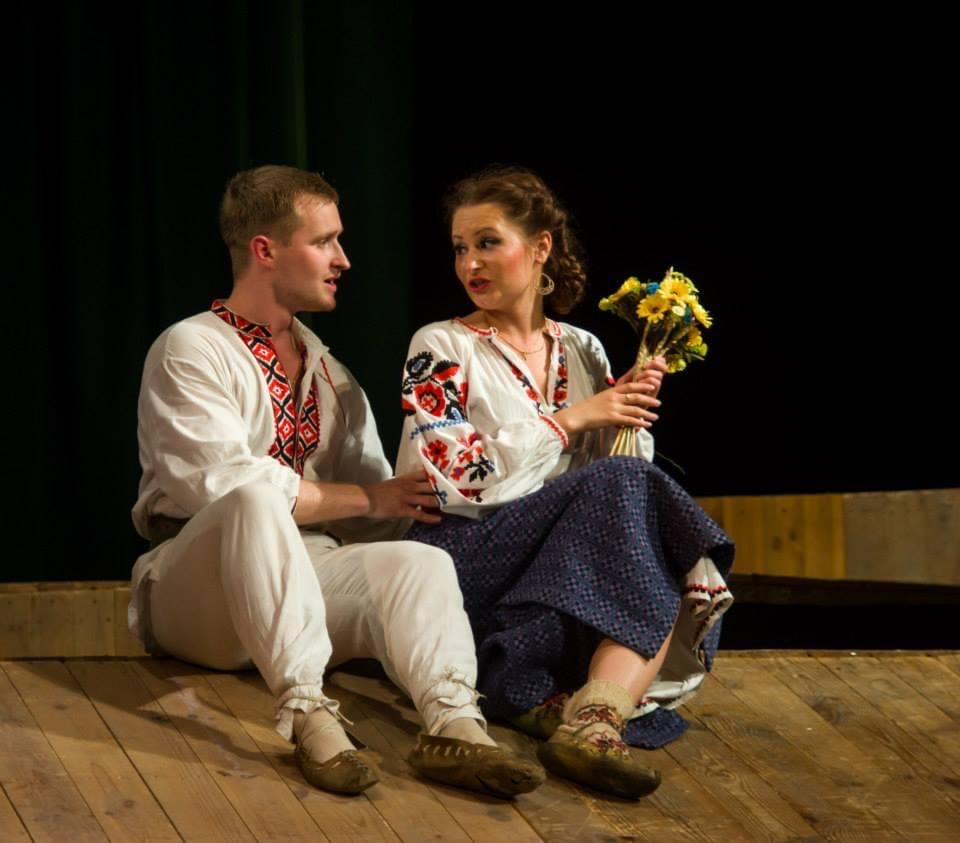
Постановка опери у НМАУ ім П. І. Чайковського, 2014 рік. Перша зустріч Тетяни і Гриця, Тетяна — Ольга Бурда, Гриць — Денис Жданов, реж. Лада Шиленко

Як пише кандидат мистецтвознавства, дослідниця творчості Віталія Кирейка Ірина Шестеренко, опрацьовуючи літературний матеріал повісті О. Кобилянської, лібретист М. Зоценко і композитор В. Кирейко у опері «У неділю рано…» зробили головний наголос на лірико-побутових моментах, з одного боку, і на розкритті трагічної долі циганки Маври — з другого.Це двоякість, що характерна драматургії творів композитора. В лібрето, порівняно з першоджерелом, також приглушено тему «прокляття циганського роду».
Згідно з дослідженням Л. Шиленко, «прагнучи максимально йти за сюжетом О. Кобилянської, Микола Зоценко ввів у лібрето майже незмінені уривки тексту повісті: «Обох я люблю вас» — арія Гриця (3 дія).
Основною рисою роздвоєності наділений головний герой — Гриць, що кохає двох дівчат одночасно — Настку і Туркиню — і не може визначитися, з ким з них він все ж таки хоче пов'язати усе своє життя. Він постійно стоїть на межі вибору між однією й іншою дівчиною, між власною потребою у волі і обіцянках, які дав дівчатам.
Таким чином, можемо прослідкувати тенденцію композитора до подвоєння світу, у якому знаходяться персонажі, і до постійної їх потреби вибирати між одним і другим, до вічної боротьби: як зовнішньої, так і внутрішньої».

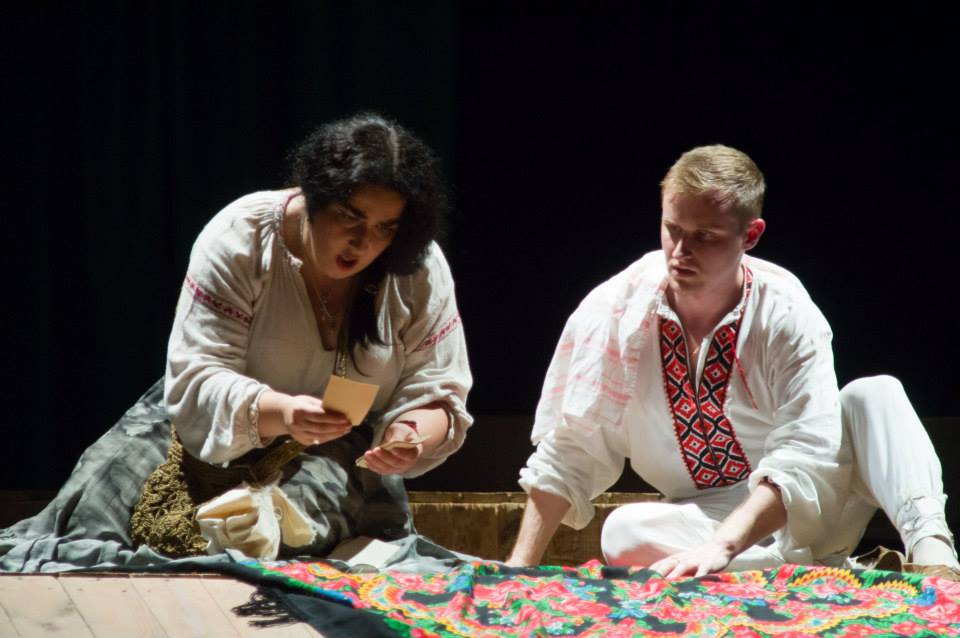
Постановка опери у НМАУ ім П. І. Чайковського, 2014 рік Сцена Маври і Гриця (Мавра — Ольга Дорощук, Гриць — Денис Жданов) реж. Лада Шиленко

Жанр опери «У неділю рано…» визначається композитором як романтична драма.
Для цього жанру характерні такі компоненти:
- Трикутник кохання між героями (Настка — Гриць — Туркиня).
- Використання гри як способу спілкування (Гриць з Туркинею і Насткою)
- Використання зілля героями твору (Андронатті для табору, Туркинею для Гриця)
- Фатум, рок, що нависає над героями (Гриць, Мавра)
- Невинна жертва (Настка)
- Обманута вірність (Туркиня, Настка)

У творі також наявні такі елементи романтичного напрямку, як:
- міфологізований сюжет
- звернення до легенд, народно-побутових сюжетів
- інтерес до національної своєрідності
- міфологема долі і гріха (гріх Маври, що першопочатково прирікає її долю і долю її майбутнього сина)
- використання фольклорного матеріалу (легенда про отруєння Гриця)
- загострена увага до емоційного світу людини

## Сюжет та особливості драматургії опери
Тетяна-Туркиня, обурена звісткою про одруження Гриця з Насткою, вирішує стратити зрадливого коханого, щоб він не дістався нікому. Трагічна розв'язка настає в самому кінці опери: зраджена Тетяна викликає коханого з весільного свята та отруює.

Весь трагізм ситуації яскраво відтворено в музиці: композитор знаходить свої особливі засоби виразності, музичної мови та оркестрової палітри для змалювання контрастних сцен, образів і почуттів героїв. Спираючись на народний фольклор (гуцульський, циганський, угорський), Віталій Дмитрович вводить в оперу жанрово-побутові й пейзажні картини, що вносять особливі сценічні, драматургічні та психологічні контрасти в дію опери.

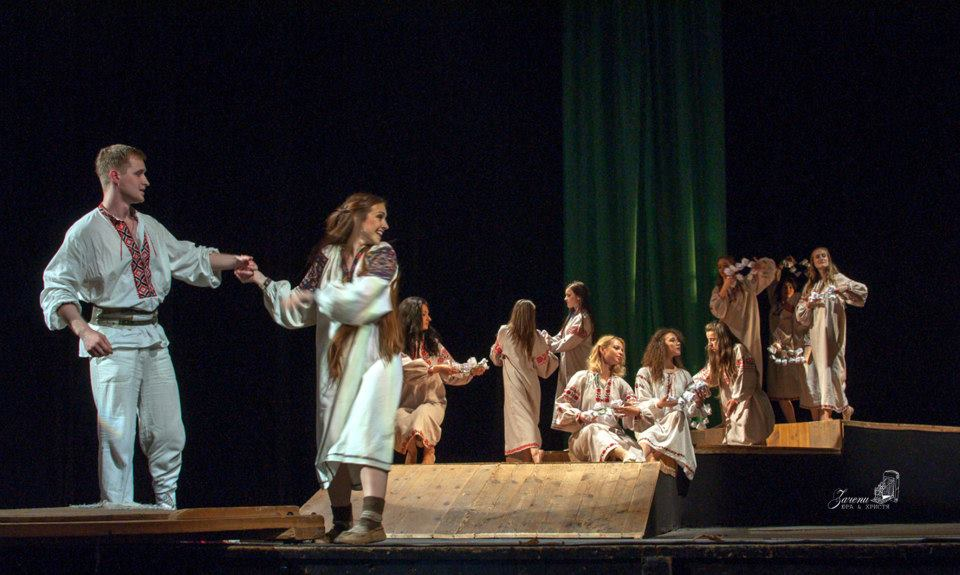
Сцена Настки і Гриця з опери Віталія Кирейка (Настка — Анастасія Крук, Гриць — Денис Жданов) Реж. Лада Шиленко, балетмейстер — Лілія Климчук. Фото — Христина та Юра Зачепи

Завдяки «переключенню» сцен, розкриваючи внутрішні пружини дії та вчинки героїв опери, даючи в музиці їх оцінку, композитор, як і письменниця, бере участь у режисерській розробці спектаклю. У першій редакції опери існує балетний пролог і сцена балу в замку пана (передісторія гріхопадіння Маври).

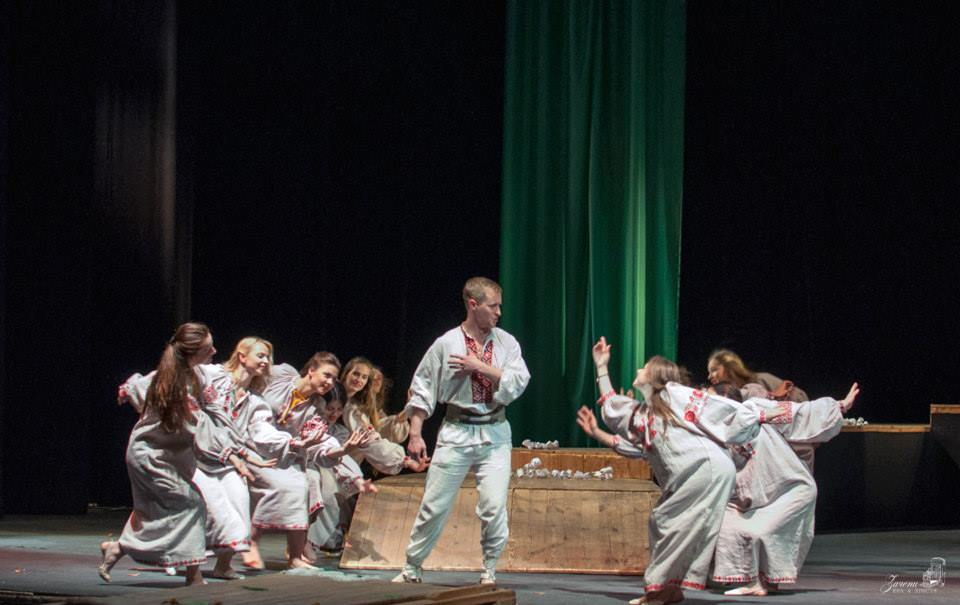
Постановка опери у НМАУ ім П. І. Чайковського, 2014 рік, II дія, Гриць — Денис Жданов, дівчата — студентки Національної академії керівних кадрів культури та мистецтив, балемейстер — Лілія Климчук, реж. Лада Шиленко

Композитор прагне оновити, освіжити оперну форму, відійти від усталених трафаретів: відмовляється від звичної увертюри або інтродукції, але після 1 картини вміщує невеликий оркестровий фрагмент, що безпосередньо вводить у дію: повтори фраз, каданси з ферматами, органічно поєднані з яскравими національним, фольклорним інтонаційним складом музичної мови. Особливо це стосується партії Маври — однієї з найбільш вдалих в опері і щодо психологічної правдивості, і щодо сили експресії, і щодо тематичної виразності.
Велике значення для специфіки зображуваного відіграє місце життя персонажів — Карпати, де вирує атмосфера імпульсу, розкутості, стихійності, що відображається на способі існування героїв. 
Образи природи набувають символічного значення у творі, персонажі твору безпосередньо відчувають зв'язок із нею. Світ, відображений у творі — фольклорний, поетичний, народний; він поєднує ознаки українського селянського та мандрівного циганського.«Специфіка відображеного життя також полягає у наявності у творі міфологеми (міфологічний образ, що характеризується глобальністю, універсальністю) долі, року, фатуму, що осмислені в рамках християнського світосприйняття. Зміст даної міфологеми полягає у необхідності, неминучості тих чи інших подій, визначеності їх наперед. Поняття долі виступає тут як сюжетнотворчий мотив, а тема гріха є визначальною для долі наступних поколінь (Мавра — Гриць). Цей рок нависає над героями з самого початку і до фіналу твору.
Важливою складовою відображеного в опері життя є наявні міфологічні елементи — ряд народних вірувань та обрядів (наприклад, свято Івана Купала) та епізоди містичні, загадков, таємничі (гадання). Лірика та драматизм — невід'ємні складові твору».

Присутнє і міфологічне протиставлення добра та зла. Це протиставлення проходить крізь усіх персонажів, сягаючи найпотаємніших глибин героїв (дві душі — світла і темна). Особливим мотивом у творі є мотив зілля, до якого персонажі звертаються в драматично напружених, кульмінаційних моментах твору, як до єдиного способу вирішення проблеми. У опері не слід шукати якогось глибокого аналізу соціальних взаємин. Тут ми бачимо змалювання побуту, а саме чаклувань, забобонів, вірувань у «тіні забутих предків».Мистецтвознавиця К. Майбурова вважає, що «сильною стороною опери стали яскраві жанрові та пейзажні картини, на фоні яких розгортаються події… Хори й танці циган у першій дії, чудові обрядові купальські хори, ігри й танці сільської молоді у третій, весільне гуляння в четвертій — все це створює не лише барвисте тло, а й динамізує драму психологічними, музичними та сценічними контрастами. Особливо це помітно в останній картині, де весела сцена весілля раптом обривається трагічним фіналом». 

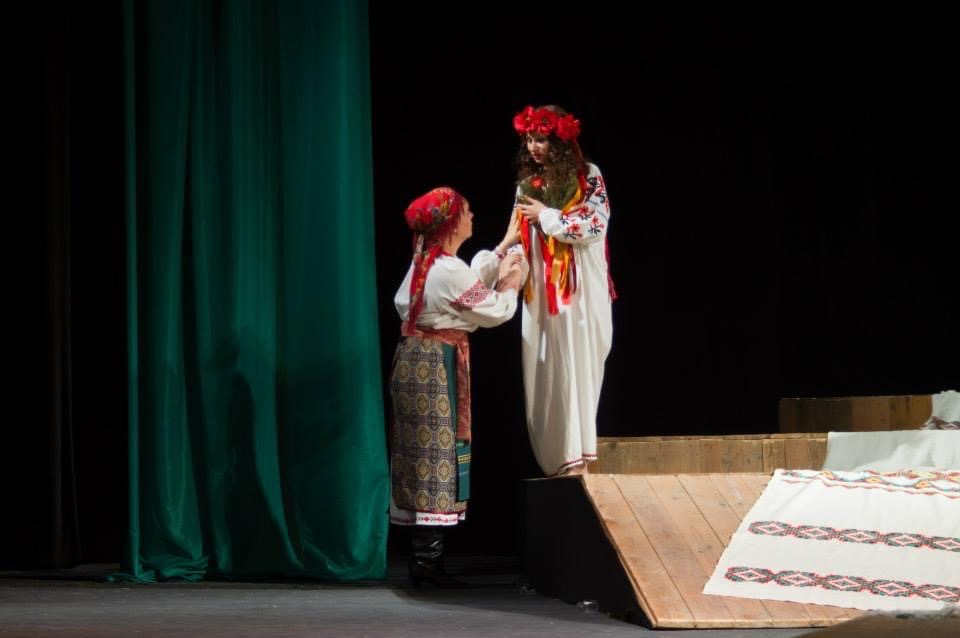
Постановка опери у НМАУ ім П. І. Чайковського, 2014 рік. Сцена Тетяни і Дубихи. Тетяна — Ольга Бурда, Дубиха — Ольга Романенко, реж. Лада Шиленко

Фінальна сцена опери є розв'язкою трагедії. Отруєний Гриць падає мертвим під час весільного танцю, що звучить на тлі коломийкових награвань. А в останньому хоровому епілозі виражається співчуття глибокому й сильному коханню. Драматичне забарвлення фінального епізоду має сильне, хвилююче враження.
Таким чином, опера «У неділю рано…» стала ще одним високохудожнім твором, який увійшов у сучасну музично-театральну скарбницю. В. Кирейко зумів проникнути в ідейну суть твору О. Кобилянської, втілити в музиці психологічну глибину його образів, жанрово-фольклорний колорит, романтичний тон оповіді.

## Постановки опери на театральних сценах України
Вперше оперу «У неділю рано» було успішно поставлено на сцені Львівського оперного театру в 1966 р.

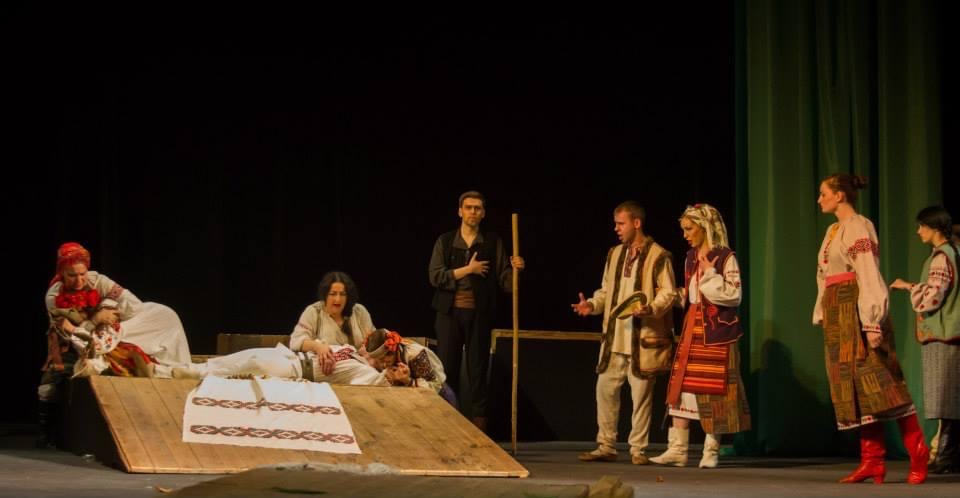
Фінальна сцена з постановки 2014 року в Оперній студії НМАУ ім. П. І. Чайковського

Відзначаючи сильні сторони опери, М. Загайкевич звернула увагу й на деякі недоробки в постановці через деяку поквапність, вважаючи, що «остаточне її (опери) відшліфування і довершення ще попереду». При тому музикознавець відмічала плідність праці режисера М. Кабачка, диригента Ю. Луціва, а також солістів — Л. Жилкіної (Тетяна), І.Попова (Гриць), З.Головко (Мавра), В. Чайки (Настка).
Поновлена постановка опери «У неділю рано … (Туркиня)» відбулась у Львівському Академічному театрі опери та балету ім. Соломії Крушельницької, режисер — В.Дубровський, диригент — І.Юзак, хормейстер — О.Олійник, балетмейстер — М. Заславський, художник — О.Сальман. У поновленій постановці ролі виконували: Туркиня — Тетяна Дідик, Дубиха — Н.Богданова, Гриць — Чепурний, Мавра — Т.Нивіна, Андронаті — В.Луб'яний, Настка — М.Гапій, Раду — А.Сеник, Повитуха — Н.Свобода, Дієго — Г.Кузовков, Цимбаліст — В.Гореліков, Чабан — В.Довгань, Робітник — В.Ковальчук, Іван — І.Нагірний, Дончук — М.Попіль, Дончуківна — Т.Жукова.
Хоча опера й завоювала симпатії глядачів, їй не вдалося протриматись на сцені тривалий час.
Лише в 2014 р. опера була знов втілена на сцені Національної Музичної Академії України ім. П.І Чайковського під супровід фортепіано (режисер — Лада Шиленко, диригент — Назар Якобенчук, балетмейстер — Лілія Климчук, концертмейстер — Євгенія Кучеренко, художній керівник — Петро Ільченко).
Туркиня — Ольга Бурда, Гриць — Денис Жданов, Настка — Анастасія Крук, Мавра — Ольга Дорощук, Андронаті — Еміль Абдуллаєв, Дубиха — Ольга Романенко, Раду — Павло Міжура, Дончікувна — Любов Риженко, Дончук — Евген Кулик. Також у виставі брали участь студенти Національної Академії керівник кадрів культури і мистецтв.
Постановки набули широкого резонансу у пресі, про що свідчать різноманітні рецензії.